# Serratula

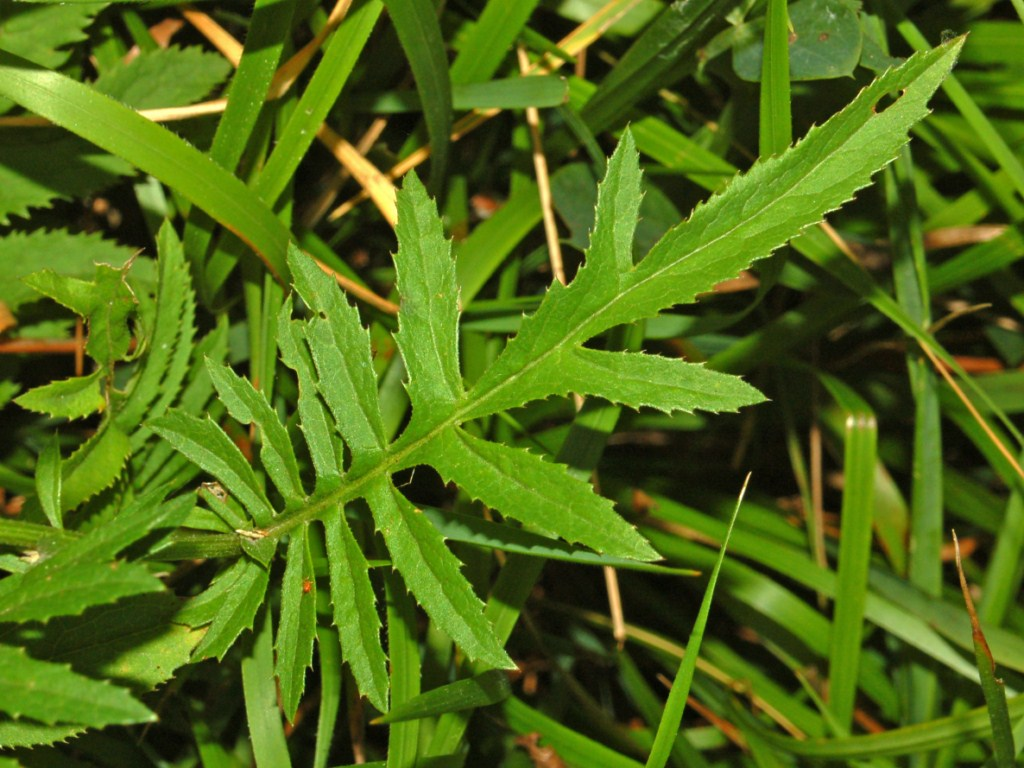
Un ejemplo de hoja pinnatifida en Serratula tinctoria

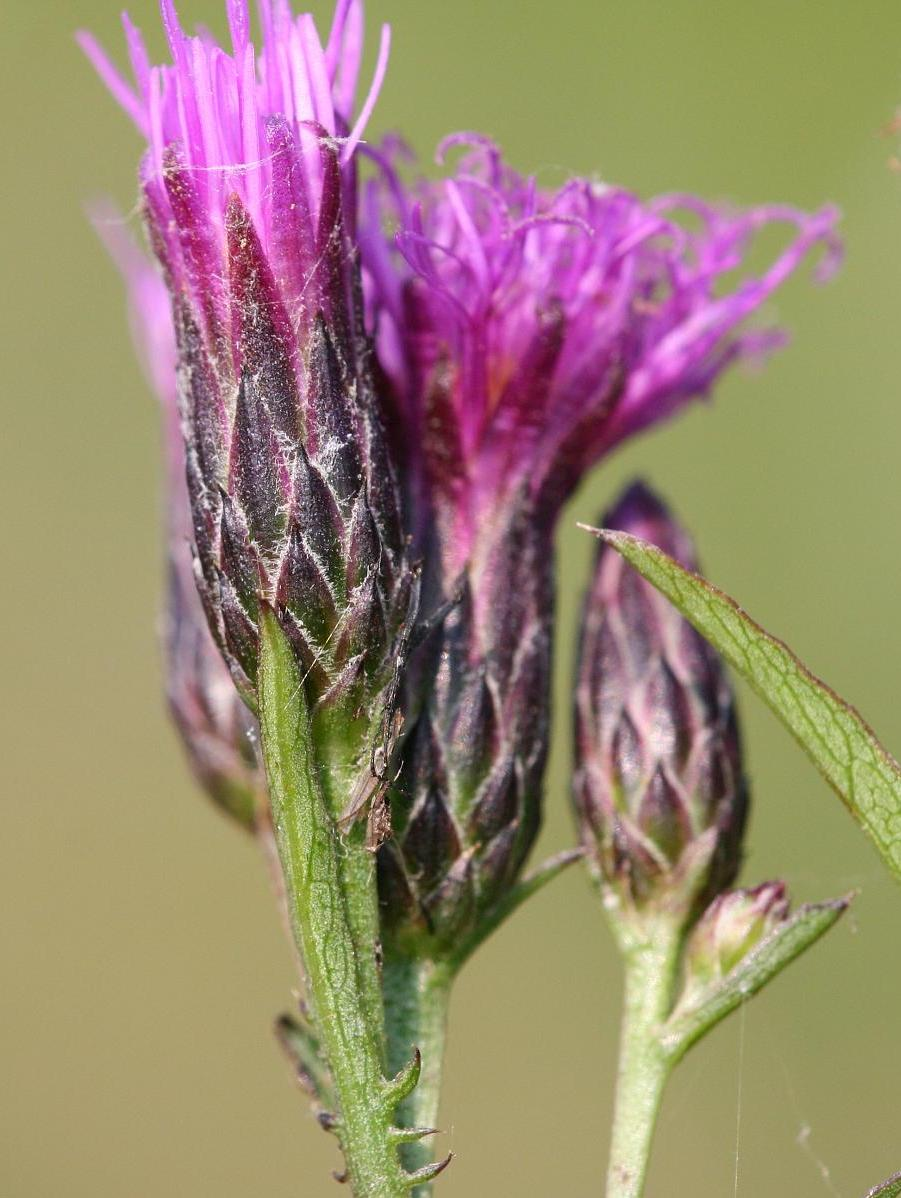
Serratula tinctoria: Capítulos.

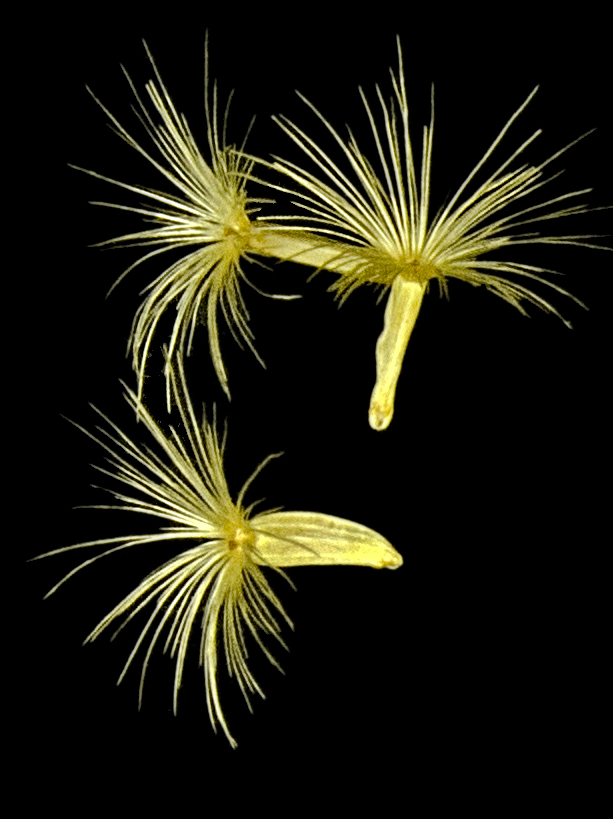
Serratula tinctoria: Cipselas sueltas.

Serratula es un género de plantas con flores perteneciente a la familia Asteraceae. Comprende 385 especies descritas y, de estas, solo unas 40 aceptadas y un buen número todavía de posición taxonómica discutida.
Sobre la base de los estudios citológicos, el género Serratula, en su sentido tradicional, comprende 2 grupos bien diferenciados en la subtribu Centaureinae: Serratula que es parte de un clado esencialmente de géneros derivados en la subtribu, probablemente hermanado con el grupo de Rhaponticum, mientras que Klasea es un grupo segregado basal en dicha subtribu, de tal manera que se ha desmantelado el género tradicional en dos géneros distintos, de una parte Klasea y de otra parte Serratula s.s., que así delimitado reúne actualmente solo a dos especies, Serratula tinctoria y Serratula coronata.

## Descripción
Son plantas herbáceas rizomatosas, perennes e inermes, de tallos no alados erectos generalmente ramificados en su mitad distal, con hojas pinnadas o pinnasisectas, raramente enteras y con márgenes dentados o serrados, las basales en roseta. Los capítulos, numerosos o no, organizados en panículas o corimbos, son heterógamos o homógamos con individuos ginodioicos. El involucro es ovoideo, hemiesférico o cupuliforme con brácteas imbricadas en 5-8 series, las internas más largas, de ápice agudo y usualmente de color más óscuro apicalmente. El receptáculo, plano y ligeramente alveolado, está densamente cubierto de pelos blancos. Los flósculos periféricos son femeninos y algo más largo que los interiores que son hermafroditas, con corola pentamera de color rosado a purpúreo, raramente blanco.  Las ramas del estilo son delgadas y profundamente bifurcadas y rodeadas basalmente por un anillo de pelos colectores cortos y por un nectario persistente en el fruto a modo de un umbo sobre la placa apical. Las cipselas son homomorfas, fusiformes  u oblongo-obovoideas, glabras y de ápice redondeado, ligeramente comprimidas, con costillas longitudinales tenues, glabros, truncados en el ápice, con placa apical de borde entero y con nectario; el vilano, simple y persistente, está constituido de varias filas de cerdas escábridas o serradas de un solo tipo, los interiores mucho más largos. El hilo es lateral, orbicular, ovado o elíptico, sin eleosoma.

## Caracteres morfológicos de diferenciación conKlasea
Aparte de las características citológicas, de imposible acceso, que definen y diferencian claramente los dos géneros, hay datos morfológicos más asequibles que permiten esta identificación:
| - Capítulos: - heterogamos, con las flores periféricas estériles o femeninas y las centrales hermafroditas (Sect. Mastrucium); - o bien homogamos y con individuos ginodioicos (Sect. Serratula). - Tallos con hojas hasta arriba; pedúnculos cortos. - Estigmas del estilo profundamente bifurcado. - Vilano de cerdas escabridas o serradas, pero nunca plumosas. - Hilo lateral. - Número básico de cromosomas x = 11 | - Capítulos: homogamos con todas las flores hermafroditas. - Hojas a menudo concentrada en la parte inferior del tallo; pedúnculos usualmente largos. - Estigmas cortamante bilobulados. - Vilano con cerdas generalmente plumosas o barbeladas. - Hilo basal. - Número básico de cromosomas x = 15 |

## Distribución
Nativo en prácticamente toda Europa hasta China, Japón y Corea; también en África del Norte.
En la península ibérica está representada solo S. tinctoria, y su repartición se limita a la franja septentrional y occidental y, puntualmente, en las provincias de Guadalajara, Burgos, Soria, Madrid y otras colindentes.

## Secciones y especies aceptadas (Serratula s.s.)
- Sect. Serratula: Serratula tinctoria L.
- Sect. Masturcium:  Serratula coronata L.[5]

## Taxonomía
El género fue establecido por Johann Jacob Dillenius y publicado en Catalogus plantarum circa Gissam sponte nascentium..., vol. 27, tab. 8, 168, p. 138-139, 1719, y validado y descrito por Carlos Linneo y publicado en Species Plantarum, vol. 2, p. 816, 1753, y su diagnosis ampliada y precisada en Genera Plantarum, ed. 5, 831, p. 357, 1754.
Etimología
- Serratula: prestado del latín serrātǔla, -ae, del verbo serro, -āvi, -āre, serrar, y que en la Historia Naturalis de Plinio el Viejo (25, 84) erá la 'betónica' (Stachys officinalis), por sus hojas aserradas/denticuladas y que, por confusión, los autores botánicos prelinneanos confundieron con Serratula tinctoria.[10][5]